# Боул, Клифф
Клиффорд Джон Боул (англ. Clifford John Bole, 9 ноября 1937, Сан-Франциско, Калифорния, США — 15 февраля 2014, Палм-Дезерт, Калифорния, США) — режиссёр американских и канадских телесериалов. Он режиссировал эпизоды «Шестимилионного человека», «Ангелов Чарли», «V: телесериал», «Спасателей Малибу», «Секретных материалов», «Звёздный путь: Следующее поколение», «Звёздный путь: Глубокий космос 9» и «Звёздный путь: Вояджер». Раса пришельцев из «Звёздного пути» под названием болианцы были названы в честь него.
Боул умер в своём доме в городе Палм-Дезерт, штат Калифорния, 15 февраля 2014 года.

## Избранная фильмография
| - Шестимилионный человек (12 эпизодов) - Ангелы Чарли (6 эпизодов) - Вега$ (12 эпизодов) - Ударная сила (4 эпизода) - Остров фантазий (20 эпизодов) - Мэтт Хьюстон (9 эпизодов) - V (3 эпизода) - Ти Джей Хукер (17 эпизодов) - Пугало и миссис Кинг (4 эпизода) - Спенсер: На прокат (3 эпизода) | - Секретный агент Макгайвер (16 эпизодов) - Миссия невыполнима (3 эпизода) - Рай (4 эпизода) - Звёздный путь: Следующее поколение (25 эпизодов) - Спасатели Малибу (5 эпизодов) - Pointman (2 эпизода) - Звёздный путь: Глубокий космос 9 (7 эпизодов) - M.A.N.T.I.S. (3 эпизода) - Звёздный путь: Вояджер (10 эпизодов) - Секретные материалы (4 эпизода) |